# Cinco Vilas
Cinco Vilas é uma localidade portuguesa do Município de Figueira de Castelo Rodrigo que foi sede da extinta Freguesia de Cinco Vilas, freguesia que tinha 17,99 km² de área e 94 habitantes (2011), e, por isso, uma densidade populacional de 5,2 hab/km².
A Freguesia de Cinco Vilas foi extinta em 2013, no âmbito de uma reforma administrativa nacional, para, em conjunto com a Freguesia de Reigada, formar uma nova freguesia denominada União das Freguesias de Cinco Vilas e Reigada com a sede em Reigada.
Cinco Vilas foi vila e sede de concelho entre 1519 e o início do século XIX. Este era formado por uma freguesia e tinha, em 1801, 284 habitantes. Pertenceu ao concelho de Almeida até ser anexada ao concelho (atual município) de Figueira de Castelo Rodrigo em 12 de Junho de 1895.

## População
★ Ns anos de 1864 a 1890 pertencia ao concelho de Almeida. Passou para o actual concelho por decreto de 12/07/1895

| Totais e grupos etários | Totais e grupos etários | Totais e grupos etários | Totais e grupos etários | Totais e grupos etários | Totais e grupos etários | Totais e grupos etários | Totais e grupos etários | Totais e grupos etários | Totais e grupos etários | Totais e grupos etários | Totais e grupos etários | Totais e grupos etários | Totais e grupos etários | Totais e grupos etários | Totais e grupos etários |
| ----------------------- | ----------------------- | ----------------------- | ----------------------- | ----------------------- | ----------------------- | ----------------------- | ----------------------- | ----------------------- | ----------------------- | ----------------------- | ----------------------- | ----------------------- | ----------------------- | ----------------------- | ----------------------- |
|                         | 1864                    | 1878                    | 1890                    | 1900                    | 1911                    | 1920                    | 1930                    | 1940                    | 1950                    | 1960                    | 1970                    | 1981                    | 1991                    | 2001                    | 2011                    |
|                         | 431                     | 423                     | 505                     | 558                     | 597                     | 428                     | 405                     | 525                     | 481                     | 378                     | 191                     | 187                     | 147                     | 103                     | 94                      |
| i)                      |                         |                         |                         |                         |                         |                         |                         |                         |                         |                         |                         |                         |                         | 5                       | 7                       |
| ii)                     |                         |                         |                         |                         |                         |                         |                         |                         |                         |                         |                         |                         |                         | 8                       | 4                       |
| iii)                    |                         |                         |                         |                         |                         |                         |                         |                         |                         |                         |                         |                         |                         | 49                      | 38                      |
| iv)                     |                         |                         |                         |                         |                         |                         |                         |                         |                         |                         |                         |                         |                         | 41                      | 45                      |

```
i)
 0 aos 14 anos;
 ii)
 15 aos 24 anos; 
iii)
 25 aos 64 anos; 
iv)
 65 e mais anos	
```